# Gliese 649
Gliese 649 is een rode dwerg met een spectraalklasse van M1.5V. De ster bevindt zich 33,89 lichtjaar van de zon.